# Quinto Fabio Buteón
Quinto Fabio Buteón (en latín, Quintus Fabius Buteo) fue un político y militar de la Antigua Roma. 

## Carrera política
Obtuvo la pretura en 196 a. C. y le correspondió como provincia la Hispania Ulterior, durante la revuelta íbera (197-195 a. C.). Sustituyó en el cargo a Marco Helvio Blasión y estuvo al mando de una legión, 2000 infantes y 150 jinetes. Al terminar su mandato le sucedió Apio Claudio Nerón. Pertenecía a la familia patricia de los Fabios.